# ザ・シングルズ '86-'98
『ザ・シングルズ '86-'98』 (The Singles 86>98)はイギリスの音楽グループ、デペッシュ・モードがリリースしたベスト・アルバム。1998年9月28日発売。1986年から1998年までにバンドがリリースしたシングル曲を網羅した。2枚組仕様で発売され、限定版は3枚組仕様。

## 収録曲

### CD 1
1. ストリップト / Stripped - 3:51
2. ア・クエスチョン・オブ・ラスト / A Question of Lust - 4:31
3. ア・クエスチョン・オブ・タイム / A Question of Time - 4:00
4. ストレンジラヴ / Strangelove - 3:47
5. ネヴァー・レット・ミー・ダウン / Never Let Me Down Again - 4:22
6. ビハインド・ザ・ホイール / Behind the Wheel - 4:00
7. パーソナル・ジーザス / Personal Jesus - 3:46
8. エンジョイ・ザ・サイレンス / Enjoy the Silence - 3:59
9. ラヴ・イン・イットセルフ / Love, in Itself - 4:16
10. ポリシー・オブ・トゥルース / Policy of Truth - 5:14
11. ワールド・イン・マイ・アイズ / World in My Eyes - 3:57

### CD 2
1. アイ・フィール・ユー / I Feel You - 4:35
2. ウォーキング・イン・マイ・シューズ / Walking in My Shoes - 5:02
3. コンデムネーション / Condemnation - 3:23
4. イン・ユア・ルーム / In Your Room - 4:50
5. バレル・オブ・ア・ガン / Barrel of a Gun - 5:26
6. イッツ・ノー・グッド / It's No Good - 5:59
7. ホーム / Home 5:46
8. ユースレス / Useless (remix) - 4:53
9. オンリー・ホエン・アイ・ルーズ・マイセルフ / Only When I Lose Myself - 4:41
10. リトル15 / Little 15 - 4:14
11. エヴリシング・カウンツ / Everything Counts (live) - 6:38

### DISC 3 (limited edition)
1. Rush (Wild Planet mix) - 6:23
2. Enjoy the Silence - (The Quad:Final mix) - 15:25
3. World In My Eyes (Safar mix) - 8:30
4. Dangerous (Hazchemix edit) - 3:02